# Frontera entre Sud-àfrica i Namíbia
La frontera entre Sud-àfrica i Namíbia és la línia fronterera de 967 kilòmetres en sentit Oest-Est, que separa Namíbia de Sud-àfrica a l'Àfrica Meridional.

## Traçat
La frontera comença al nord-est aal trifini Namíbia- Sud-àfrica-Botswana, situat a la part occidental del desert de Kalahari (24° 45′ 10″ S, 20° 00′ 00″ E / 24.75278°S,20.00000°E).. Se situa en el punt on el Meridià 20 a l'est interseca el marge esquerre del riu Nossob, generalment drenat, al parc Parc Transfronterer de Kgalagadi prop de la localitat d'Union's End. Després, seguint en direcció nord-sud, el Meridià 20 a l'est es troba a uns centenars de quilòmetres al curs del riu Orange. A partir d'aquí, la frontera que està delimitada per aquest curs d'aigua pren una orientació general est-oest a la desembocadura de l'Orange a l'oceà Atlàntic (28° 37′ 53.5″ S, 16° 27′ 13.5″ E / 28.631528°S,16.453750°E).
La frontera septentrional està situada al desert de Kalahari, mentre que l'altra part de la frontera es troba a la conca del riu Orange, en una zona de clima semi-desèrtic.

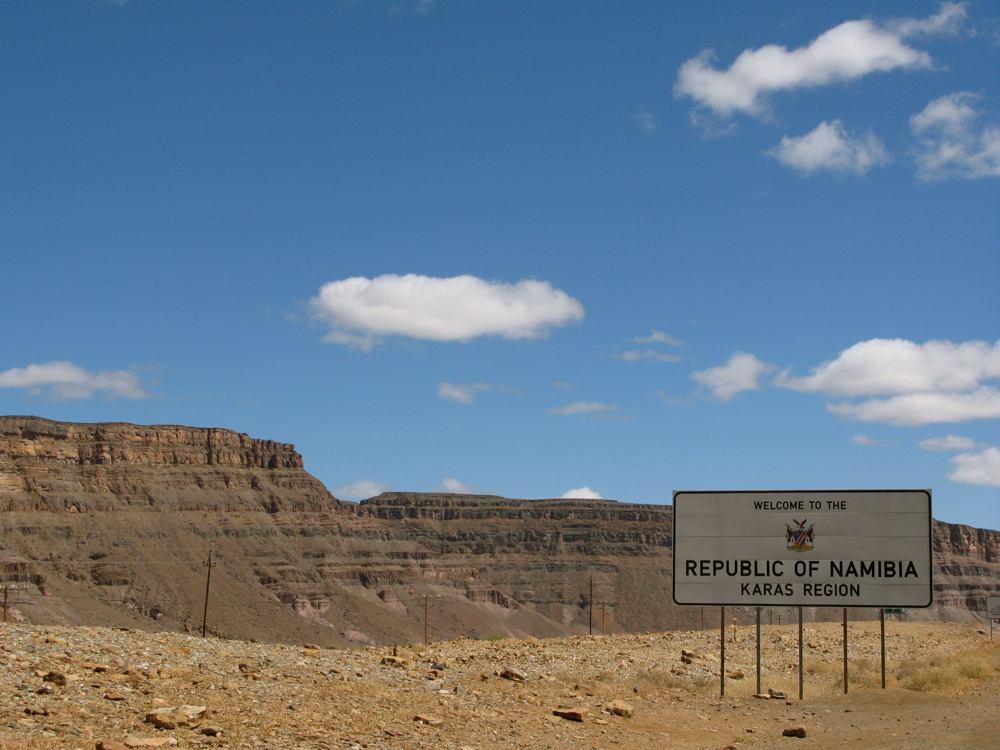
Costat namibi de la frontera a Noordoewer

Hi ha sis llocs fronterers oficials entre els dos països, d'oest a est: Alexander Bay, Vioolsdrift, Onseepkans, Noeniesput, Nakop i Rietfontein

## Llocs de creuament
Hi ha set llocs fronterers oficials, dels quals dos estan situats al parc transfronterer i són dedicats per l'ús dels visitants del parc. Els llocs de creuament principals són a Noordoewer/Vioolsdrif pel trànsit de Namíbia a Ciutat del Cap, i a Ariamsvlei/Nakop pel trànsit de Namíbia a Gauteng i l'est de Sud-àfrica.
| Namíbia   | Namíbia        | Sud-àfrica | Sud-àfrica     | Horas d'apertura | Notes                                                                       | Coordenades                                        |
| Carretera | Pas fronterer  | Carretera  | Pas fronterer  | Horas d'apertura | Notes                                                                       | Coordenades                                        |
| --------- | -------------- | ---------- | -------------- | ---------------- | --------------------------------------------------------------------------- | -------------------------------------------------- |
|           | Oranjemund     |            | Alexander Bay  | 6:00–22:00       | Cal permís per al Sperrgebiet.                                              | 28° 33′ 53″ S, 16° 30′ 13″ E / 28.5647°S,16.5036°E |
|           | Sendelingsdrif |            | Sendelingsdrif | 8:00–16:30       | Ferri pontó al Parc Transfronterer Ai-Ais/Richtersveld; només per turistes. | 28° 07′ 22″ S, 16° 53′ 20″ E / 28.1227°S,16.8889°E |
| B1        | Noordoewer     | N7         | Vioolsdrif     | 24 hores         |                                                                             | 28° 45′ 56″ S, 17° 37′ 34″ E / 28.7656°S,17.6262°E |
| C10       | Velloorsdrift  | R358       | Onseepkans     | 8:00–16:30       |                                                                             | 28° 44′ 04″ S, 19° 18′ 20″ E / 28.7345°S,19.3056°E |
| B3        | Ariamsvlei     | N10        | Nakop          | 24 hours         | També travessa el ferrocarril Windhoek-De Aar.                              | 28° 05′ 42″ S, 19° 59′ 57″ E / 28.0949°S,19.9992°E |
| C16       | Klein Menasse  | R31        | Rietfontein    | 8:00–16:30       |                                                                             | 26° 45′ 23″ S, 19° 59′ 57″ E / 26.7564°S,19.9992°E |
| C15       | Welverdiend    | R360       | Mata Mata      | 8:00–16:30       | Travessa el Parc Transfronterer de Kgalagadi; només d'ús turístic           | 25° 46′ 04″ S, 19° 59′ 57″ E / 25.7677°S,19.9992°E |

## Història

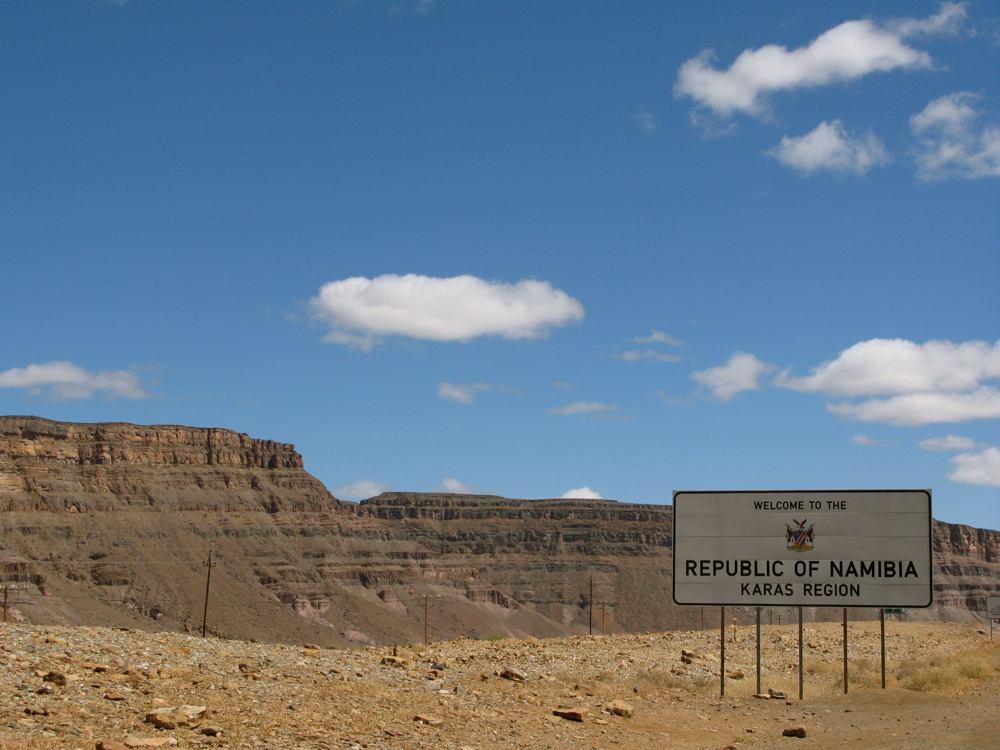
Frontera entre Sud-àfrica i Namíbia a la regió de Karas

El territori de la Namíbia actual va romandre durant molt de temps hostil a l'exploració europea, que realment va començar només al segle xviii. La regió no va despertar cap interès de les potències colonials britàniques, franceses, portugueses i holandeses. Les costes eren pràcticament inaccessibles (a excepció de Walvis Bay) i l'interior del país era àrid i desèrtic.
En 1750, Jacobus Coetse, un caçador d'elefants de Ciutat del Cap, va ser el primer home blanc en creuar el riu Orange (també anomenat Gariep), frontera natural de la Colònia del Cap, obrint el camí als caçadors, exploradors i missioners. Des de l'any 1760, aventurers i exploradors com els germans Van Reenen o francès François Le Vaillant també creuen el riu Orange.
Els primers contactes comercials tenen lloc amb els pobles nòmades nama. La negociació es torna prou important perquè Walvis Bay, Angra Pequena i l'illa de Halifax són reclamats pel governador de la Colònia del Cap en nom de la corona holandesa. En 1793, els holandesos prenen possessió de Walvis Bay (llavors anomenada Walvisbaai). Dos anys més tard, els britànics es van annexionar la Colònia del Cap, prenent possessió de Walvis Bay i reclamant la costa d'Àfrica del Sud-oest (o Transgariep), nom amb el qual es comença a designar la regió.
Des de l'any 1800, els anglesos de la Societat Missionera de Londres, els missioners luterans, metodistes alemanys i finlandesos comencen a explorar l'Àfrica del Sud-oest. Els seguiren els clans oorlams ("hotentots colonials" o petits nama)
Segueixen els clans de Oorlam ("Hottones colonials" o Names petits) - mestíssos de mames i afrikaners que fugien de les lleis discriminatòries de la Colònia del Cap. En 1823, liderats per Jager i Jonker Afrikaner, es van establir al nord del riu Orange i van conquistar un vast territori a Namaland i Damaraland (sud i centre de Namíbia).
En el moment del repartiment d'Àfrica, el riu Orange, que ja era una frontera de la colònia del Cap amb la república de l'Estat Lliure d'Orange es va convertir en la nova frontera oficial amb la colònia de l'Àfrica Sud-occidental establerta pels alemanys a la regió de Transgariep en 1884. Des de l'any anterior, un empresari de Bremen anomenat Adolf Lüderitz havia negociat amb un cap local l'adquisició de la badia d'Angra Pequena i va obtenir de l'Imperi alemany un protectorat per desenvolupar una petita colònia sobre la qual esdevindria Namíbia. El tractat Helgoland-Zanzíbar de 1890 va delimitar els límits entre l'esfera d'influència alemanya i britànica a Àfrica. L'esfera alemanya a l'oest d'Àfrica es va definir a l'article III del tractat.
Durant la Primera Guerra Mundial, els sud-africans van envair la colònia alemanya i van rebre un mandat de la Societat de Nacions per gestionar el territori el 1920. Gestionaren l'Àfrica del Sud-Oest com a cinquena província i van intentar sense èxit l'annexió després de la Segona Guerra Mundial. En 1968 les Nacions Unides van retirar el seu mandat i van canviar el nom del territori a Namíbia. Aquest últim es va independitzar de 1990 després d'un llarg procés de transició iniciat en la conferència de Turnhalle. Sud-àfrica va transferir l'enclavament de Walvis Bay a Namíbia en 1994.